# Giba (piłkarz)
Giba, właśc. Antônio Gilberto Manhaes de Souza (ur. 7 marca 1962 w Cordeirópolis, zm. 24 czerwca 2014) – piłkarz brazylijski, występujący podczas kariery na pozycji obrońcy.

## Kariera klubowa
Giba karierę piłkarską rozpoczął w klubie Internacionalu Limeira na początku lat 80. W 1982 występował w União São João Araras, a w latach 1984–1986 w Guarani FC. W Guarani 27 lutego 1985 w przegranym 0-1 meczu z CR Vasco da Gama Giba zadebiutował w lidze brazylijskiej.
Najlepszy okres w karierze Giby to gra w Corinthians Paulista. Z Corinthians zdobył mistrzostwo Brazylii w 1990. W Corinthians 9 lipca 1992 przegranym 0-1 meczu z Botafogo FR Giba po raz ostatni wystąpił w lidze. Ogółem w latach 1989–2001 w lidze brazylijskiej wystąpił w 82 meczach, w których strzelił 7 bramek. W barwach Corinthians rozegrał 211 spotkań, w których strzelił 17 bramek. Karierę zakończył w 1993 z powodu kontuzji.

## Kariera reprezentacyjna
Giba w reprezentacji Brazylii jedyny raz wystąpił 18 grudnia 1991 w wygranym 2-1 towarzyskim meczu z reprezentacją Czechosłowacji.

## Kariera trenerska
Po zakończeniu kariery Giba został trenerem. Karierę trenerską rozpoczął w 1996 w Pauliście Jundiaí. Pauliste Giba prowadził trzykrotnie. Z Paulistą wygrał drugą ligę stanową São Paulo w 1996 i 2001 oraz wygrał rozrywki trzeciej ligi brazylijskiej w 2001. W latach 1997–1998 prowadził CSA Maceió. Z CSA zdobył mistrzostwo stanu Alagoas – Campeonato Alagoano w 1998. W latach 1999–2000 był trenerem Santosu FC. W Santosie 2 sierpnia 2000 w wygranym 2-0 meczu z Vitórią Salvador w I lidze brazylijskiej zadebiutował w roli trenera.
W kolejnych latach był trenerem Gamy, Guarani FC, Portuguesy São Paulo, Santa Cruz Recife, Remo Belém, Sportu Recife czy São Caetano.
Od 2011 był trenerem drugoligowego Guarani FC.